# Amalia Carolina Louisa Benda
Amalia Carolina Louisa Benda (getauft 6. Oktober 1795 in Weimar; † 20. Dezember 1845 in Weimar) war eine deutsche Schauspielerin und Mitglied der Musiker- und Schauspielerfamilie Benda. Zu ihrer eigenen Theaterkarriere sind keine Fakten bekannt, sie wurde jedoch mehrfach – womöglich als Verwechslung – als Schauspielerin beschrieben.

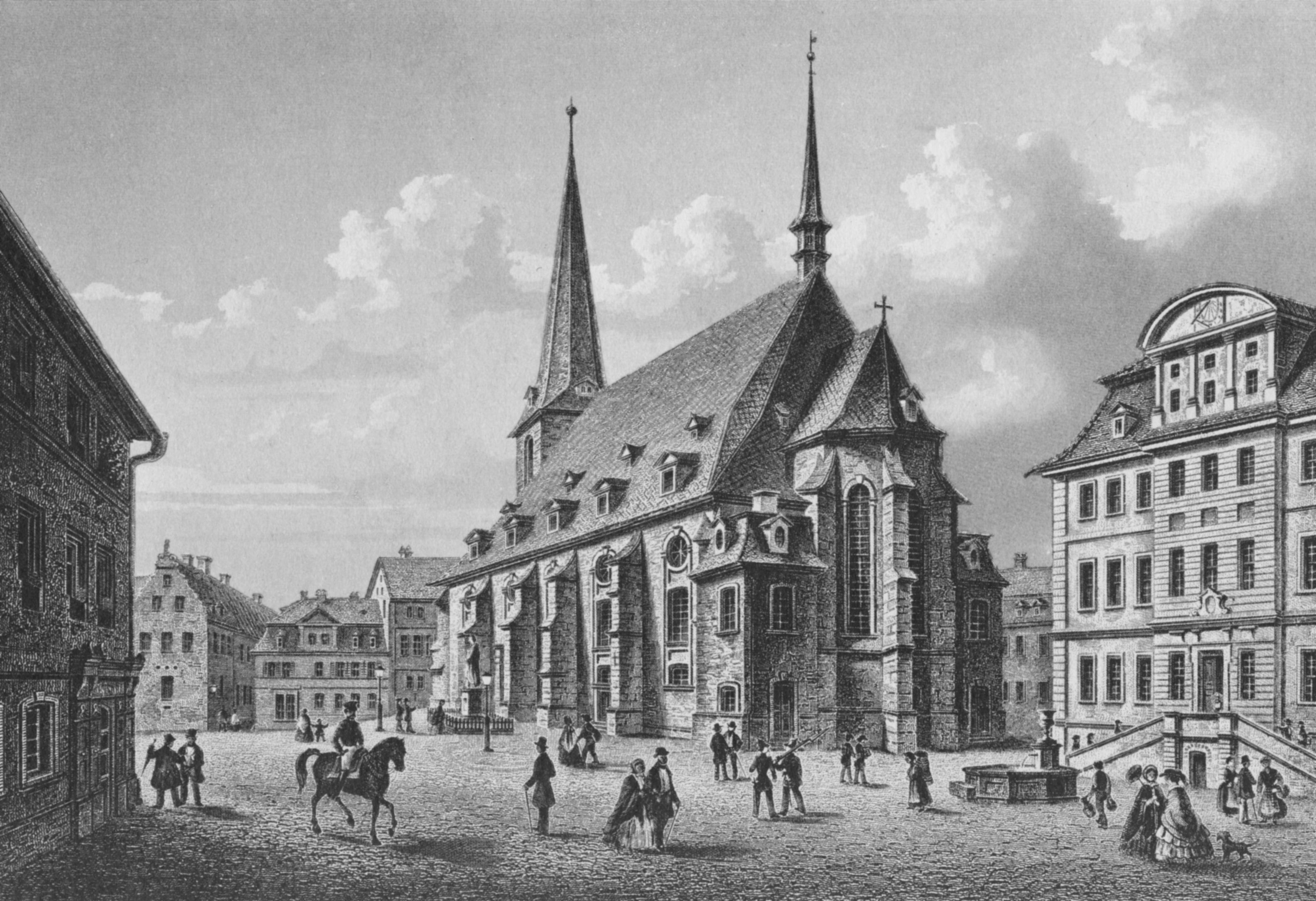
Die Stadtkirche in Weimar (Stahlstich von L. Oeder um 1840)

## Leben
Amalia Carolina Louisa war das einzige lebensfähige Kind des Weimarer Hofsängers und -schauspielers Hermann Christian Benda. Sie war die Enkelin des Komponisten Georg Anton Benda. Die Patenschaften übernahmen Herzogin Anna Amalia, Erbprinz Carl Friedrich und Prinzessin Karoline Luise, vertreten durch die Kammersängerin Luise Rudorf. Der Biograph Franz Lorenz hat Anfang der 1970er Jahre Amalia Benda akribisch aber vergeblich unter diesem Namen (auch als Sterbeeintrag in Kirchenbüchern, z. B. in Weimar und Berlin) gesucht, jedoch außer Mutmaßungen in Theater-Almanachen nichts Eindeutiges gefunden. Jedoch trat Amalia Carolina Louisa Benda entsprechend den Goethe-Tagebüchern 1801-1808 im Januar 1801 aus Anlass von Goethes Genesung neben der Sängerin F. M. Matiegzeck, begleitet von der Hofkapelle unter Musikdirektor Johann Friedrich Krantz, auf.
Im „Königlich Städtischen Nationaltheater zu Brünn“ unter dem gebürtigen Weimarer Heinrich Schmidt spielt sie im Dezember 1823 und im Januar 1824 als „Gast vom Königlich-Sächsischen Hoftheater zu Dresden“ in den Theaterstücken Das Turnier von Kronstein (Holbein), Der Wald bei Hermannstadt (Frau von Weißenthurn), Der Rehbock (Kotzebue), Die Bestürmung von Smolensk (Frau von Weißenthurn), Ubaldo (Kotzebue), Hedwig (Körner).
Und im Oktober 1824 wird sie in Wiener-Moden-Zeitung und Zeitschrift für Kunst, schöne Literatur und Theater, Verlag Strauß, als Ensemblemitglied von Johann August Stöger in Graz beschrieben.
Die Schauspielerin und Autorin Karoline Bauer behauptet in ihren Memoiren, ihre Lieblingskünstlerin in Karlsruhe sei Amalie Benda gewesen, die sie als Kind so sehr angebetet habe, dass sie später selbst die Bühnenlaufbahn gewählt habe. Es sieht jedoch eher nach einer Namens-Verknüpfung von Amalias Cousine Sophia Carolina Benda (1787–1844) und einer anderen Karlsruher Schauspielerin, Amalie Morstadt/Neumann/Hai(t)zinger (1800–1884) aus, posthum – gegen den Widerspruch des Witwers – noch zusätzlich von Verleger Arnold Wellmer ausgeschmückt und 1878/80 auf den Markt gebracht: Demnach sei Amalie Benda 1816 in Stella von Goethe liebeskrank auf der Bühne zusammengebrochen und habe später mit einem Empfehlungsschreiben von Rahel Varnhagen von Ense Karlsruhe für immer verlassen. Rastlos habe sie sich verschiedenen Schauspielgruppen angeschlossen und sei schließlich im Spital St. Sebastian in Salzburg nach längerem Siechtum 1825 verstorben. Karoline Bauer will Amalies Grab dort im Jahre 1834 besucht haben – und tatsächlich hielt Karoline Bauer sich im Herbst 1834 zu Gastspielen in Graz und Brünn auf. Bleibt die Frage, das Schicksal, welcher jungen Schauspielerin Karoline Bauer bzw. Arnold Wellmer als Vorbild für „ihre“ Amalie gedient hat.

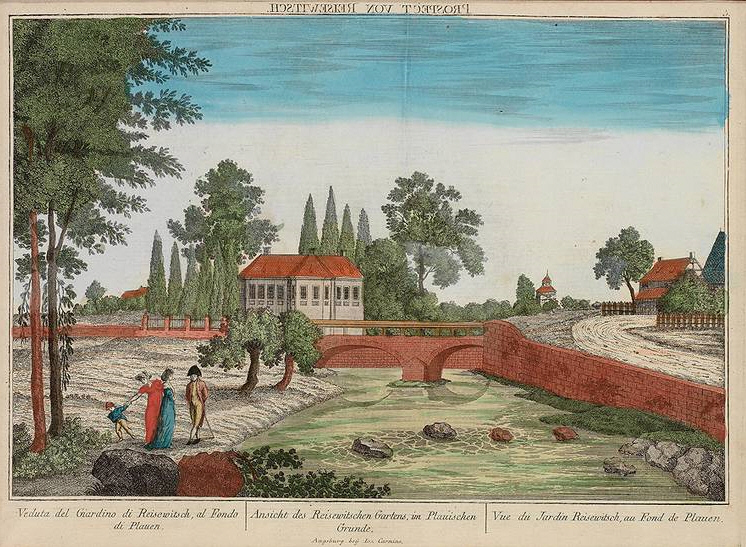
Dresden, Reisewitzscher Garten um 1780, ab 1844 Sommertheater

Dagegen fanden sich Amalia Benda und Carl (August) Schmidt („Schauspieler in Dresden“) als bereits verstorbene Eltern des 1825 geborenen Bräutigams Adolph Benda, „Großherzoglicher Opernsänger und Schauspieler, heimatberechtigt in Weimar“ (Kirchenbuch St. Johannes in Magdeburg vom 17. September 1856).
Ihre Tochter war die 1817 in Strehla geborene Schauspielerin und Sängerin Emma Benda, verwitwete Kaiser, verheiratete Müller (Schauspieler Johann Heinrich Ludwig Müller).